# Ольховка (приток Вурлама)
Ольховка — река в России, протекает по Кочёвскому району Пермского края. Устье в 22 км по правому берегу реки Вурлам. Длина реки составляет 12 км.
Исток реки в лесах Верхнекамской возвышенности в 7 км к северу от посёлка Усть-Силайка (Юксеевское сельское поселение). Река течёт на северо-восток по ненаселённому лесному массиву. Впадает в Вурлам, по которому здесь проходит граница с Гайнским районом, в 9 км к югу от деревни Красный Яр (Иванчинское сельское поселение).

## Данные водного реестра
По данным государственного водного реестра России относится к Камскому бассейновому округу, водохозяйственный участок реки — Кама от истока до водомерного поста у села Бондюг, речной подбассейн реки — бассейны притоков Камы до впадения Белой. Речной бассейн реки — Кама.
Код объекта в государственном водном реестре — 10010100112111100002959.